# Eric Brown
Eric Brown (n. 24 mai 1960, Haworth⁠(d), Haworth, Cross Roads and Stanbury⁠(d), Anglia, Regatul Unit – d. 21 martie 2023, Edinburgh, Scoția, Regatul Unit) a fost un scriitor britanic de science fiction. Nu trebuie confundat cu Eric J. Brown, co-autorul cărții tehnice despre Tehnologia Informației The Effective CIO.

## Viața
A început să scrie în 1975. În anii '80 a călătorit mult, în special prin Grecia și Asia. Aceasta din urmă l-a impresionat așa de mult, încât l-a determinat să plaseze acțiunea unora dintre romanele sale ulterioare în India. Prima sa operă publicată a fost o piesă pentru copii, "Noel's Ark".
Cariera sa a luat avânt către sfârșitul anilor '80, datorită publicării unei serii de povestiri în revista Interzone. Povestirea The Time-Lapsed Man a câștigat sondajul cititorilor revistei Interzone pentru cea mai admirată povestire din 1988, precum și un premiu Eastercon în 1995. Eric Brown a fost votat "Cel mai bun debutant al SF-ului european al anului" la începutul anilor '90 și a câștigat de două ori premiul British Science Fiction: prima dată pentru povestirea "Hunting the Slarque" (1999), iar a doua oară pentru "Children of Winter" (2001).
Brown și-a exprimat în mod public admirația pentru operele SF ale lui Michael G. Coney, Robert Silverberg, Richard Paul Russo și Robert Charles Wilson.

## Opera

### Romane
Trilogia Virex
- New York Nights (2000)
- New York Blues (2001)
- New York Dreams (2004)

Seria Bengal Station
- Bengal Station (2004)
- Necropath (2009)
- Xenopath (2010)
- Cosmopath (2010)

Seria Helix
- Helix (2007)
- Helix Wars (2012)

Seria Weird Spaces
- The Devil's Nebula (2012)
- Satan's Reach (2013)

Seria Web
- Untouchable (1997)
- Walkabout (1999)

Alte romane
- Meridian Days (1992)

ro. Meridian - editura Savas Press, 1993
- Engineman (1994)
- Penumbra (1999)
- Guardians of the Phoenix (2010)
- The Kings of Eternity (2011)
- The Serene Invasion (2013)

Romane scurte
- A Writer's Life (2001)
- British Front (2005)
- Approaching Omega (2005)
- The Extraordinary Voyage of Jules Verne (2005)
- Starship Summer (2007)
- Starship Fall (2009)
- Gilbert and Edgar on Mars (2009)
- Starship Winter (2012)
- Starship Spring (2012)

### Culegeri de povestiri
- The Time-Lapsed Man and Other Stories (1990)
- Blue Shifting (1995)
- Parallax View (2000) - cu Keith Brooke, reeditată în 2007 cu un conținut semnificativ schimbat
- Deep Future (2001)
- The Fall of Tartarus (2005)
- Threshold Shift (2006)
- Kéthani (2008)
- The Angels of Life and Death (2010)
- Ghostwriting (2012)
- Salvage (2013)

### Ediții omnibus
- Binary 5: The Human Front / A Writer's Life (2003) - conține cartea lui Brown A Writer's Life și cartea lui Ken MacLeod The Human Front
- Engineman (2010) - conține romanul apărut în 1994 și încă 8 povestiri din același univers
- Starship Seasons (2013) - conține cele patru romane scurte din seria omonimă, apărute între 2007 și 2012